# Gazal
De gazal (Arabisch/Pasjtoe/Perzisch/Urdu: غزل; Hindi: ग़ज़ल; Punjabi: ਗ਼ਜ਼ਲ, غزل; Gujarati: ગઝલ; Turks: gazel) is een korte dichtvorm, bestaande uit rijmende coupletten en een refrein. De naam betekent letterlijk "gazelle", overdrachtelijk: "schone vrouw", "geliefde". De gazal kan het best worden omschreven als een uitdrukking van de pijn van verlies van iets, maar tegelijkertijd de schone kanten van het leven en de liefde die men ondanks deze pijn kan ervaren.
Gazal wordt behalve in gesproken gedichten ook toegepast in zang.

## Geschiedenis
De dichtvorm gazal is al vrij oud. De oorsprong ligt in de 6e-eeuwse voor-islamitische Arabische dichtkunst. Gazal is afgeleid van onder andere het Arabische panegyricus. De structuur van gazal is gelijk aan die van het Petrarchaanse sonnet. De gazal geldt als een van de belangrijkste dichtvormen die door de Indo-Perso-Arabische beschaving is overgedragen aan de Oost-Islamitische wereld.
De gazal verspreidde zich in de 12e eeuw door Zuid-Azië, onder invloed van de nieuwe islamitische sultans en soefistische mystici. De gazal werd al snel de prominentste dichtvorm van het Perzisch en Urdu. Zo werden gazal onder andere geschreven door de Perzische mystici Jalal ad-Din Rumi (13e eeuw) en Hafiz (14e eeuw), de Azerbeidzjaanse dichter Fuzûlî (16e eeuw), en Mirza Ghalib (1797–1869).
De gazal werd dankzij Johann Wolfgang von Goethe (1749–1832) in de 19e eeuw bekend in Duitsland. Ook Friedrich Rückert (1788–1866) en August von Platen (1796–1835) maakten volop gebruik van de gazal. Agha Shahid Ali droeg verder bij aan de verspreiding van de gazal in de Westerse wereld door de dichtvorm ook voor Engelstalige gedichten te gebruiken. 
In de loop der eeuwen zijn vele duizenden gazal-gedichten gemaakt in onder andere het Perzisch, Turks en Urdu. Veel van deze gazal zijn vertaald naar andere talen zoals het Engels. 

## Opzet
- Een gazal bestaat uit vijf of meer coupletten.
- De tweede zin van elk couplet in een gazal eindigt meestal met een herhaling van een refrein, bestaande uit een of meer woorden. Deze worden ook wel radif genoemd.
- In een klassieke gazal kan geen enjambement door de coupletten lopen. Elk couplet staat op zichzelf.
- Alle coupletten en elke individuele zin van een couplet moet hetzelfde metrum hebben.
- Gazal is enkel een benaming voor de vorm. De vorm is niet met een specifieke taal verbonden maar kan in elke taal worden toegepast.
- Elk couplet kan een opzichzelfstaand gedicht binnen de gazal zijn, maar alle coupletten binnen een gazal gebruiken hetzelfde thema.
- De gazal heeft niet alleen een specifieke vorm, maar behandelt ook vaak een specifiek thema of onderwerp. Het meest voorkomende thema is liefde. Deze liefde wordt altijd weergegeven als iets wat de mens compleet kan maken.
- De gazal wordt altijd geschreven vanuit het perspectief van de persoon waar het gedicht over gaat.
- Het begrijpen van een gazal vereist vaak een opleidingsniveau dat traditioneel gezien alleen was voorbehouden aan de hogere klasse.